# Ito Ryoya
Ryoya Ito (sinh ngày 2 tháng 5 năm 1998) là một cầu thủ bóng đá người Nhật Bản.

## Sự nghiệp câu lạc bộ
Ryoya Ito đã từng chơi cho Sagan Tosu.